# 斯托克姆 (內布拉斯加州)
斯托克姆（英語：Stockham）是位於美國內布拉斯加州漢密爾頓縣的村。

## 人口
根據2020年美國人口普查的數據，斯托克姆的面積為0.44平方千米，皆為陸地。當地共有人口32人，而人口密度為每平方千米73人。